# Állami Festészeti és Szobrászati Múzeum

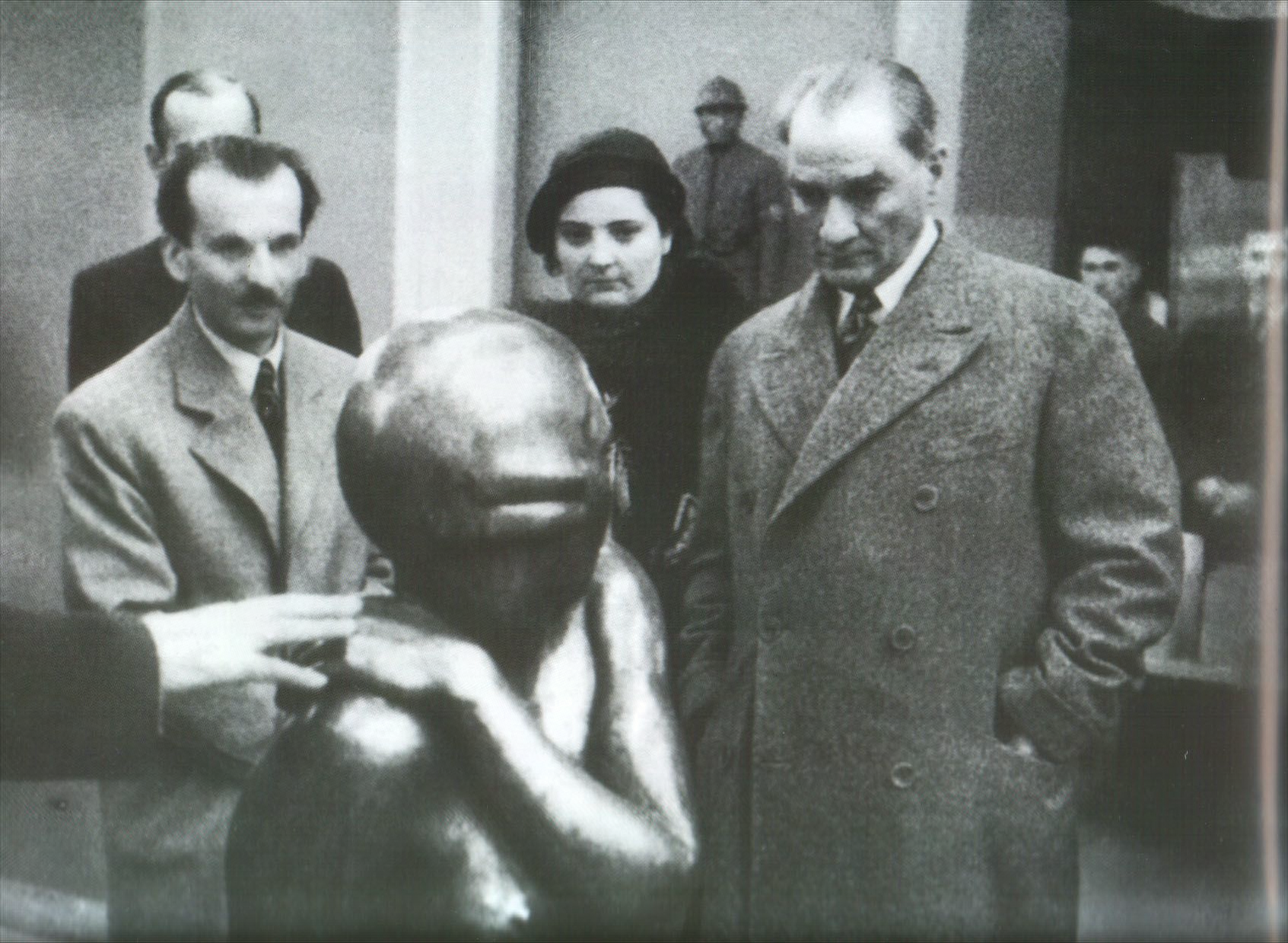
Atatürk a múzeum megnyitásán.

Az Állami Festészeti és Szobrászati Múzeum (törökül: Resim ve Heykel Müzesi) egy szépművészeti múzeum Ankarában. Épületét 1927-ben tervezte Arif Hikmet Koyunoğlu, és 1927–1930 között épült fel Türkocağı Building néven, Mustafa Kemal Atatürk, Törökország első elnöke irányítása alatt. Közel található a Néprajzi Múzeumhoz. Gazdag gyűjteménye van a török művészet alkotásaiból a 19. század végétől napjainkig, emellett vendégtárlatoknak is otthont ad.
A múzeumot 1980-ban az épület felújítása után nyitották meg újra. Ma az intézményben a török fesztészet és szobrászat fejlődésében fontos szerepet játszó művészek legtöbb műve megtalálható. A török plasztikus művészet kialakulását és fejlődésének állomásait bemutató műalkotások és a Plasztikus Művészetek Könyvtára mellett (amely évente bővül adományokkal vagy újonnan vásárolt művekkel) a török művészek archívuma is megfelelően kielégíti az ezeken a területeken kutatók igényeit.
A képzés mellett a múzeum legfontosabb feladata a műalkotások restaurálása, mellyel külön részleg foglalkozik a múzeumon belül.
Az épület 1980-as felújítása után és az ezt követő években nagy hangsúlyt fektettek a festészeti, szobrászati és keramikusi műhelyek kialakítására. A múzeumot 2011-ben ismét felújították, ekkor növelték a kiállítótereket, helyreállították a tetőt és más biztonsági intézkedéseket is tettek. Az épület minden részén kamerák, ultraszonikus és tűzjelző rendszerek gondoskodnak a műalkotások védelméről.
A három, időszakos kiállítások számára fenntartott galériában festmények, szobrok, nyomdaművészeti alkotások és fényképek kiállításait rendezik meg, amelyekre nemzetközi kulturális egyezményeknek köszönhetően kerül sor. Emellett a múzeum állandó gyűjteményébe tartozó műalkotásokat gyakran állítják ki külföldön. 
A múzeum csarnokában, melyet az eredeti tervekhez igazodva újítottak fel, hangversenyeket, színielőadásokat és filmvetítéseket is rendeznek.

## Fordítás
- Ez a szócikk részben vagy egészben  a   State Art and Sculpture Museum című angol Wikipédia-szócikk ezen változatának fordításán alapul.  Az eredeti cikk szerkesztőit annak laptörténete sorolja fel. Ez a jelzés csupán a megfogalmazás eredetét és a szerzői jogokat jelzi, nem szolgál a cikkben szereplő információk forrásmegjelöléseként.

## Külső hivatkozások
- Képek a múzeum gyűjteményéről és épületéről
- Virtuális séta a múzeumban